# Sonderwagen (Güterwagen der Gattung U)
In die Gattung U werden nach dem Bauartbezeichnungssystem für Güterwagen der UIC all jene Güterwagen der Sonderbauarten eingruppiert, die nicht zu den Gattungen F, H, L, S oder Z gehören.
Dies sind (absteigend nach Stückzahlen bei der DB geordnet):
- Behälterwagen für die Beförderung staubförmiger Güter,
- Übergangswagen zwischen verschiedenen Kupplungssystemen (Kuppelwagen),
- Tiefladewagen einschließlich Tragschnabelwagen,
- Trichterwagen mit Ladeklappen sowie
- die Versuchswagen der Systeme RoadRailer und Kombirail für den kombinierten Verkehr.

Zwischen 1964 und 1979 waren die Behälterwagen für die Beförderung flüssiger und gasförmiger Güter (Kesselwagen) der Gattung Uh zugeordnet, bevor 1980 das bis 1964 bei den deutschen Staatsbahnen übliche Gattungszeichen Z wieder und in diesem Zusammenhang international eingeführt wurde.

## Behälterwagen für die Beförderung staubförmiger Güter (Staubgutwagen)

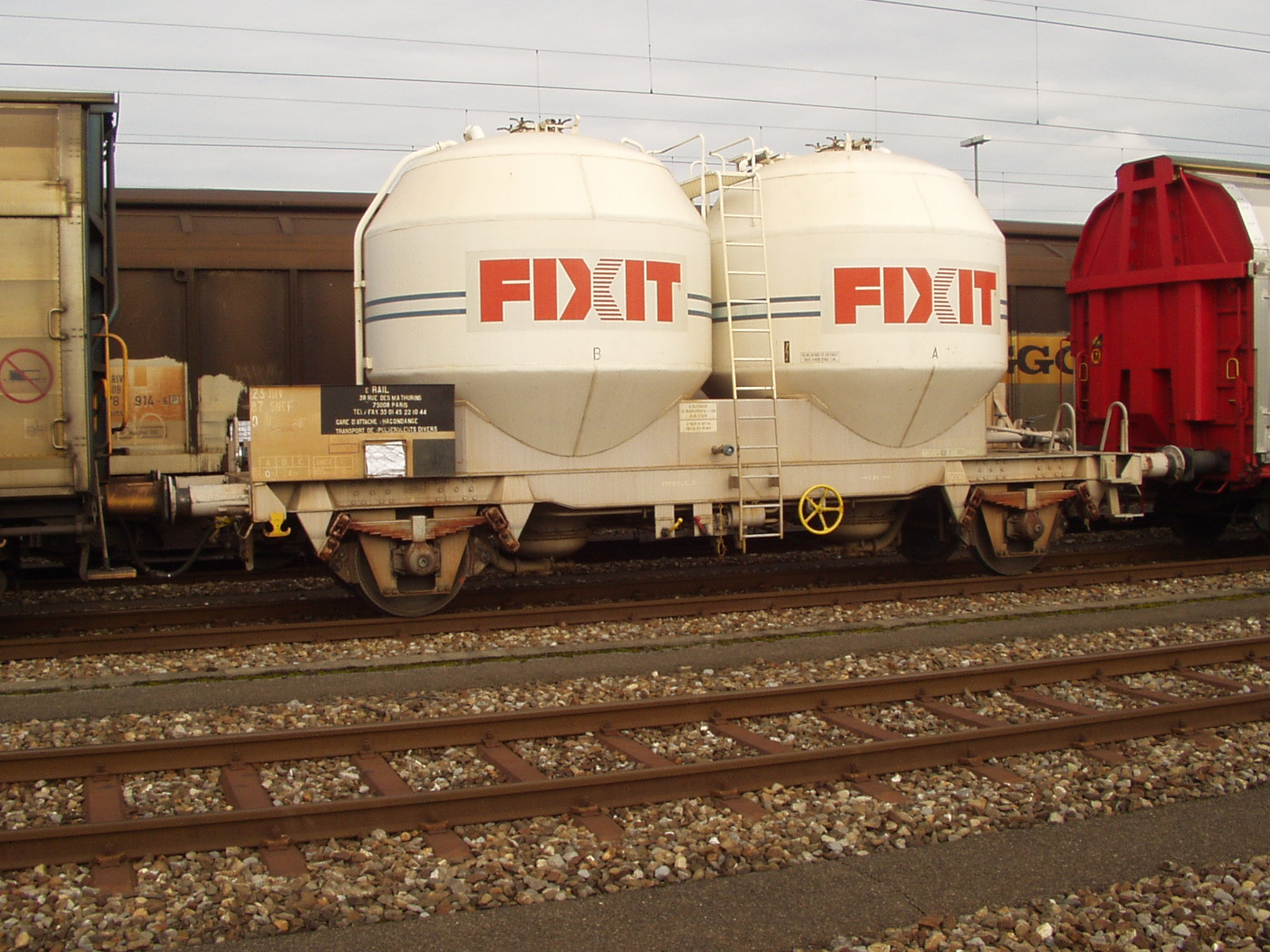
Zweiachsiger Staubgutwagen für Baustoffe (Zement, Kalk)

Der Staubgutwagen ist ein spezieller Behälterwagen, der zum Befördern von staubförmigen Gütern eingerichtet ist. Diese Wagen werden pneumatisch entladen, wozu meistens Druckluft verwendet wird. Bei Gütern, die mit dem Sauerstoff, der sich in der Förderluft befindet, reagieren können, wird meist Stickstoff genutzt. Diese Wagen werden für Güter verwendet, die so feinkörnig sind, dass sie nicht oder nur schlecht rieselfähig sind, und bei denen somit eine Schwerkraftentladung nicht möglich ist, beispielsweise Zement. Als Bahngüterwagen tragen sie den Gattungsbuchstaben U mit dem Zusatz c. Sie haben normalerweise keinen Förderlufterzeuger und sind somit auf einen externen Luftzubringer angewiesen.

## Kuppelwagen

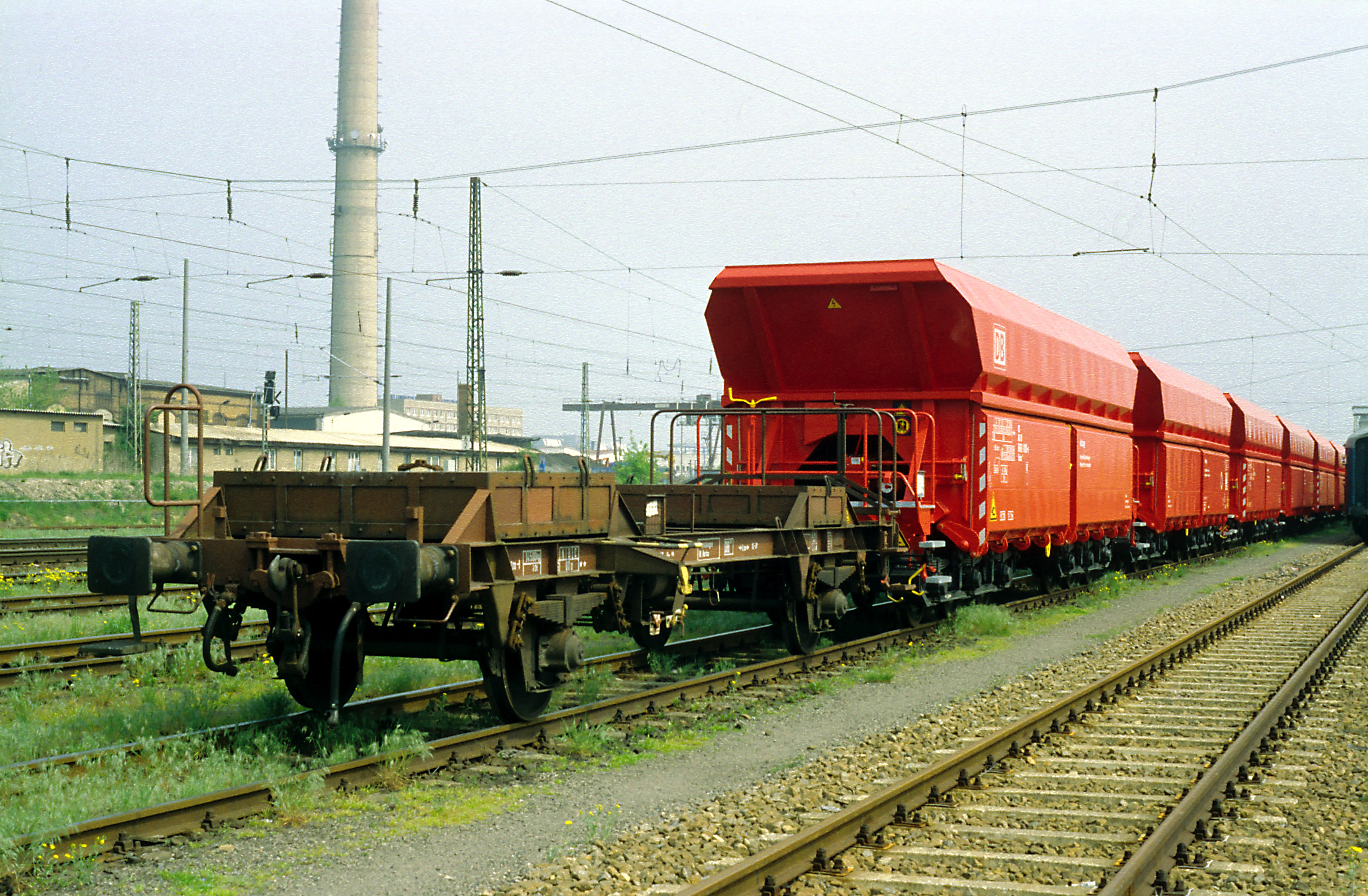
DR-Kuppelwagen nach Umbau auf Intermat-Kuppelkopf mit Schraubenkupplung in der SA-3-Aufnahme bei einer Erzwagenüberführung

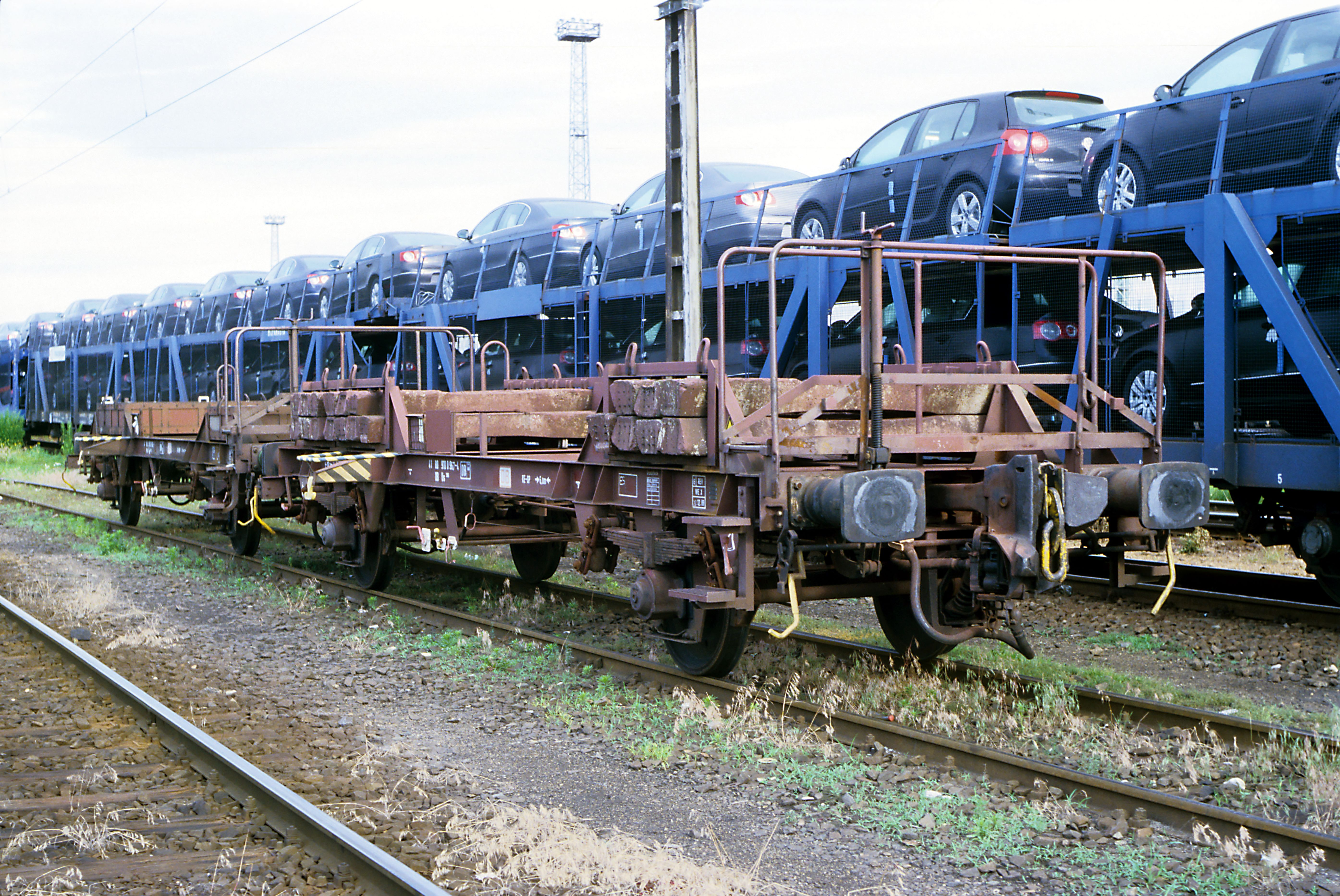
DR-Kuppelwagen mit beidseitiger Intermat-Mittelpufferkupplung

Kuppelwagen wurden erforderlich, nachdem sich Netze, auf denen Fahrzeuge mit unterschiedlichen Kupplungssystemen eingesetzt werden, berührten und Wagen dennoch durchgehend eingesetzt werden sollten. Bei begrenztem Umfang des Wagenüberganges ist das Vorhalten von Kuppelwagen auf einem der beiden Netze kostengünstiger als das Ausrüsten von sämtlichen übergangsfähigen Wagen mit Bodenrahmen für beide Kupplungssysteme. Zwischen dem mittel- und westeuropäischen Regel- und dem osteuropäischen Breitspurnetz wurden Kuppelwagen erforderlich, nachdem letzteres auf Mittelpufferkupplungen der Bauart SA-3 umgestellt worden war und neugebaute Güterwagen konstruktiv nicht mehr auf den Einbau von Seitenpuffern ausgelegt wurden. Lange nutzte man alte, zweiachsige Güterwagen, insbesondere Kesselwagen, die an einem Ende mit einer SA-3-Kupplung ausgerüstet und in der Regel paarweise eingesetzt wurden. Mit Inbetriebnahme der Fährverbindung Mukran–Klaipėda sollte der Wagendurchlauf von konstruktiv breitspurigen Güterwagen in das Regelspurnetz deutlich ausgeweitet werden. Die relativ wenigen vorhandenen Kuppelwagen waren überaltert, zusätzlich sollte die Zuglänge nicht durch zu lange Kuppelwagen vergrößert werden. Eine Nutzung von vorhandenen Flachwagen (in Finnland und bei der S-Bahn Berlin werden als Kuppelwagen Ks-, von der Fahrzeugindustrie Rgs- oder Res-Flachwagen eingesetzt, die zusätzlich für Materialtransporte genutzt werden können) schied damit aus. Die Deutsche Reichsbahn ließ beim Waggonbau Altenburg auf der Basis von Untergestellen für zweiachsige Kesselwagen neue Kuppelwagen bauen. Sie wurden mit Betonballast beschwert, erhielten an einem Ende eine SA-3-Kupplung mit Pendelrückstelleinrichtung, am anderen jedoch Seitenpuffer, Schraubenkupplung und eine Bremserbühne mit Handbremse und wurden in die Gattung Us eingeordnet. Bei später gebauten Wagen wurden die Betonballastblöcke durch Pakete von altbrauchbaren Betonschwellen ersetzt.
Nach 1990 nahm der Umfang des Güterwagendurchlaufes stark ab, jedoch wurden in Deutschland mehr Wagen mit Mittelpufferkupplungen für überschwere Erzzüge zwischen den Seehäfen und den Stahlwerksstandorten benötigt. Für Überführungsfahrten und das Bespannen mit Lokomotiven, die nicht mit Mittelpufferkupplungen ausgerüstet sind, wurden die vorhandenen Kuppelwagen zunächst behelfsmäßig angepasst. Dabei erhielt das bisher mit einer SA-3-Kupplung ausgerüstete Wagenende eine in die Pendelaufhängung eingesetzte Schraubenkupplung und Seitenpuffer. Am Handbremsende wurde eine Mittelpufferkupplung der Bauart Intermat eingebaut. Um den weiterhin erforderlichen paarweise erfolgenden Einsatz zu erleichtern, ließ die Deutsche Bahn die Kopfstücke mit SA-3-Aufnahme ebenfalls auf die UIC-Norm bringen und Intermat-Kuppelköpfe einbauen. Die Seitenpuffer blieben an beiden Wagenenden erhalten, außerdem erhielten die Wagen an beiden Enden lose Gemischtkupplungen. Drehfahrten sind damit nicht mehr erforderlich.
Die Deutsche Bundesbahn benutzte vorher mit Betonballastblöcken beladene Ks-Wagen, bei denen die Holzwagenböden und die abklappbaren Seitenborde entfernt worden waren.

## Tiefladewagen

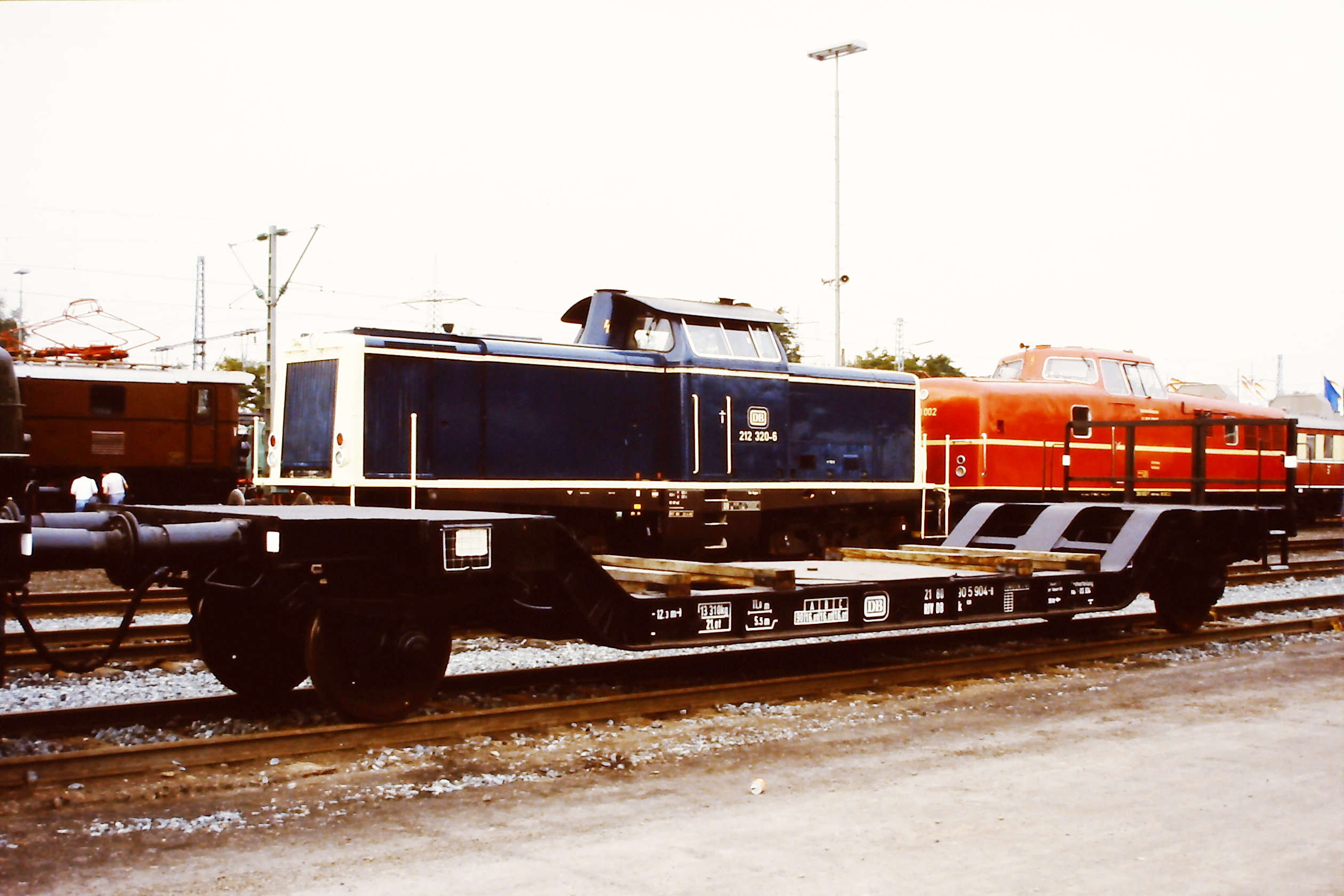
Uik 630 (21 80 990 5 904-8)

Diese Güterwagen sind für den Großraum- und Schwertransport von Gütern, die auf normalen Güterwagen den lichten Raum nicht einhalten würden, konstruiert worden. Diese Gruppe weist eine große Vielfalt an Bauarten auf, welche vom zweiachsigen Tiefladewagen bis hin zum 36-achsigen Tragschnabelwagen reicht.
Die heutige Gattung aller Tiefladewagen lautet Ui und kann gegebenenfalls durch die Kennbuchstaben a, aa, k, kk oder s ergänzt werden. Die Lastgrenze wird bei Tiefladewagen nicht als Kennbuchstabe kodiert. Die frühere deutsche Wagengattung war St beziehungsweise SSt.
Bei der DB waren 1998 insgesamt 180 Tiefladewagen 43 verschiedener Bauarten eingestellt. Sie dienen u. a. zum Transport von Mähdreschern, Generatoren oder Schmalspurfahrzeugen.
Ein Beispiel für einen britischen Tiefladewagen ist der 1944 gebaute Flatrol. Ab 1951 kamen bei der Indian Railways sehr große Tiefladewagen vom Typ BWS für den Transport schwerer mechanischer Ausrüstung und für die rasche Verwirklichung großer nationaler Bauvorhaben zum Einsatz.

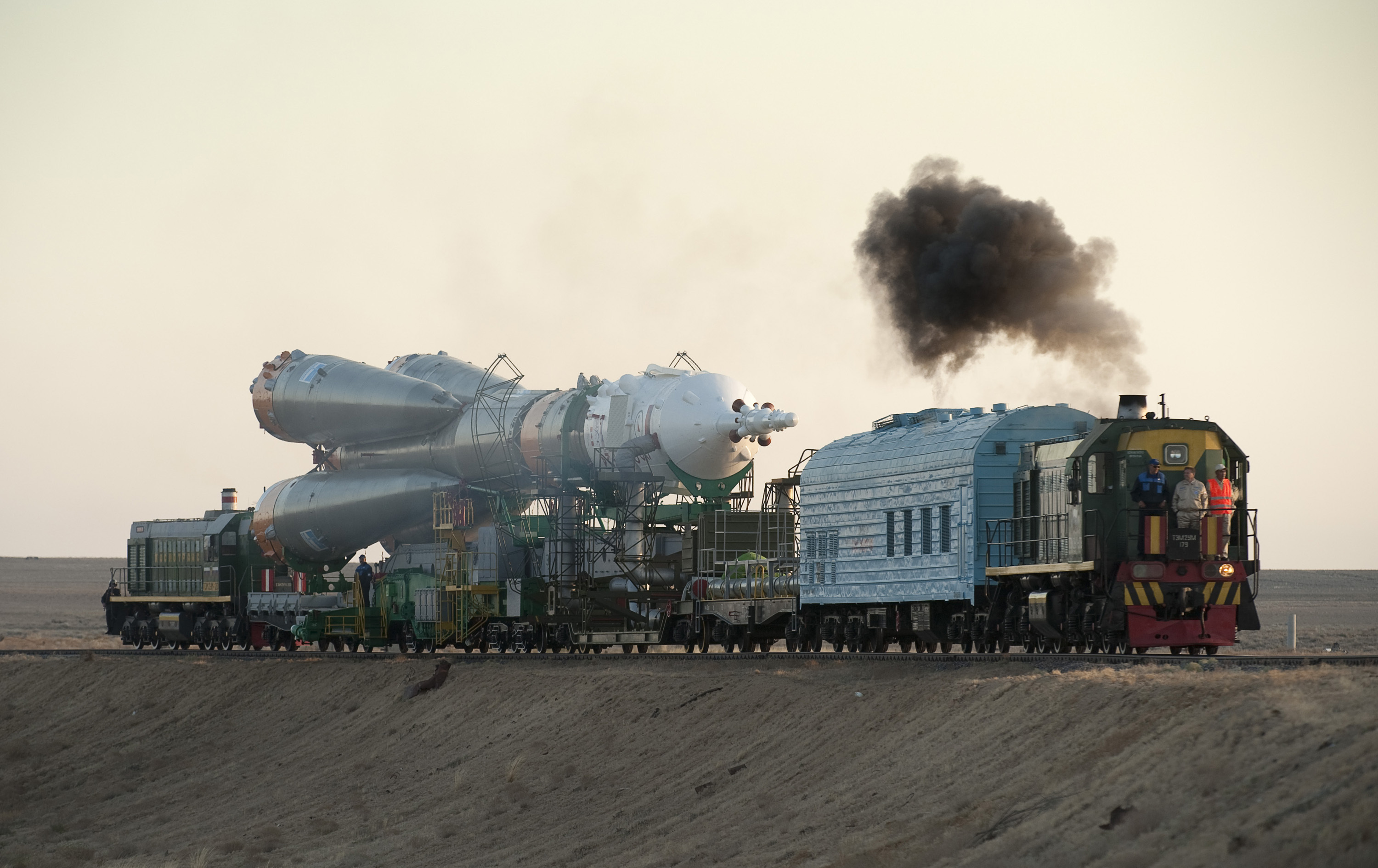
Einsatz von Tiefladewagen auf dem Kosmodrom Baikonur

Eine Besonderheit ist der Transport von Sojus-Raketen mit Tiefladewagen auf dem Kosmodrom Baikonur.
| Bauart- bezeichnung | Maximale- Tragfähigkeit | Rad- sätze | Stück- zahl a |
| ------------------- | ----------------------- | ---------- | ------------- |
| Uis 0632            | 25 t                    | 2          | 25            |
| Uiks 635            | 19 t                    | 2          | 27            |
| Uais 732            | 50 t                    | 4          | 16            |

## Schnabelwagen

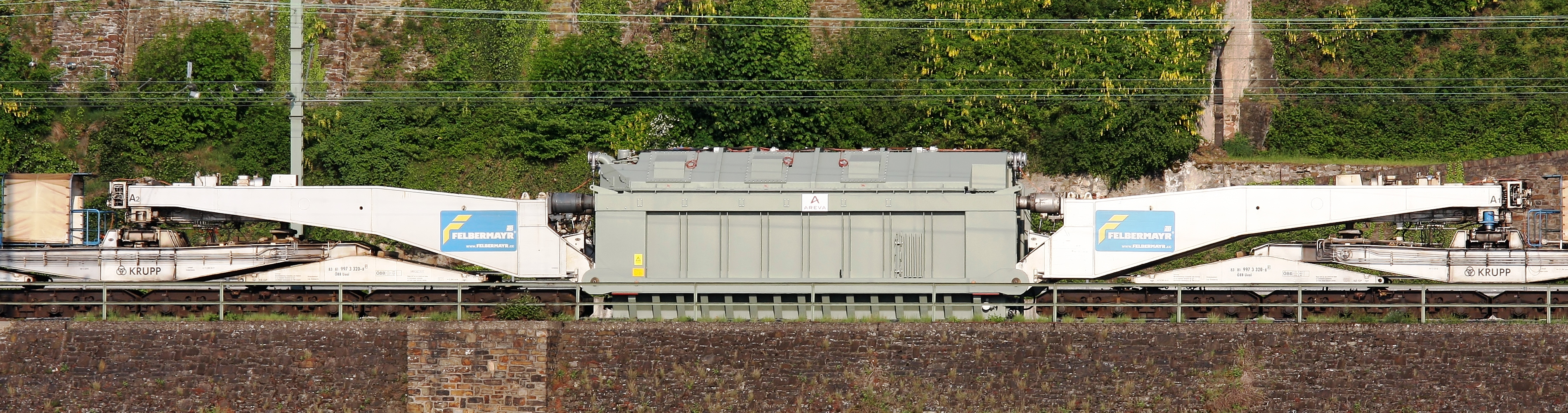
Tragschnabelwagen von Felbermayr mit Transformator im Bahnhof Koblenz-Ehrenbreitstein

Die größten Tiefladewagen sind als Tragschnabelwagen ausgeführt. Typische Transportgüter sind große Kraftwerkskessel, Turbinenteile oder Maschinentransformatoren für Kraftwerke. Aufgrund der hohen Komplexität und der geringen Fertigungstoleranzen dieser Produkte ist eine Anlieferung in Einzelteilen und ein Zusammensetzen am Bestimmungsort meist nicht möglich. Für eine Anlieferung per Luftfracht ist die Masse der Erzeugnisse zu hoch, der Seeweg steht nicht überall zur Verfügung, und die Anlieferung über straßengebundene Schwerlasttransporte wird aufgrund der großen Abmessungen und des hohen Planungsaufwands nach Möglichkeit vermieden.

## Trichterwagen mit Ladeklappen

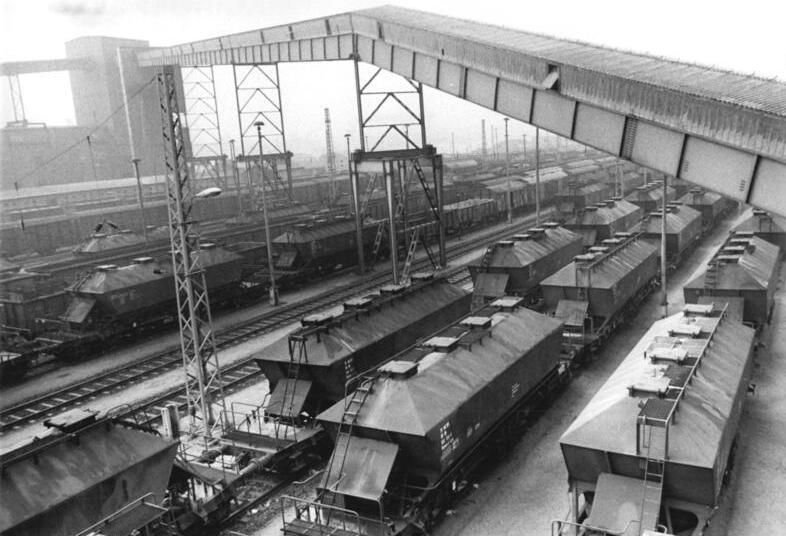
Uaoos-y-Waggons bei Entladung an der Kaliverladeanlage im Seehafen Wismar

Eine Reihe trichterförmiger Selbstentladewagen werden als Sonderwagen eingereiht. Deren äußere Bauform entspricht den offenen Trichterwagen, sie haben jedoch ein geschlossenes Dach mit Ladeluken und erfüllen deshalb nicht die Kriterien für einen Wagen mit öffnungsfähigem Dach.
Die DB hat einige von der DR übernommene Kaliwagen mit vier Ladeklappen unter der Gattung Uaoos-y eingereiht. Ein Teil dieser Wagen wurde inzwischen bereits mit Schwenkdächern ausgerüstet.
Bei der SNCF steht eine große Zahl von Getreidewagen im Einsatz, die als Sonderwagen eingruppiert sind.

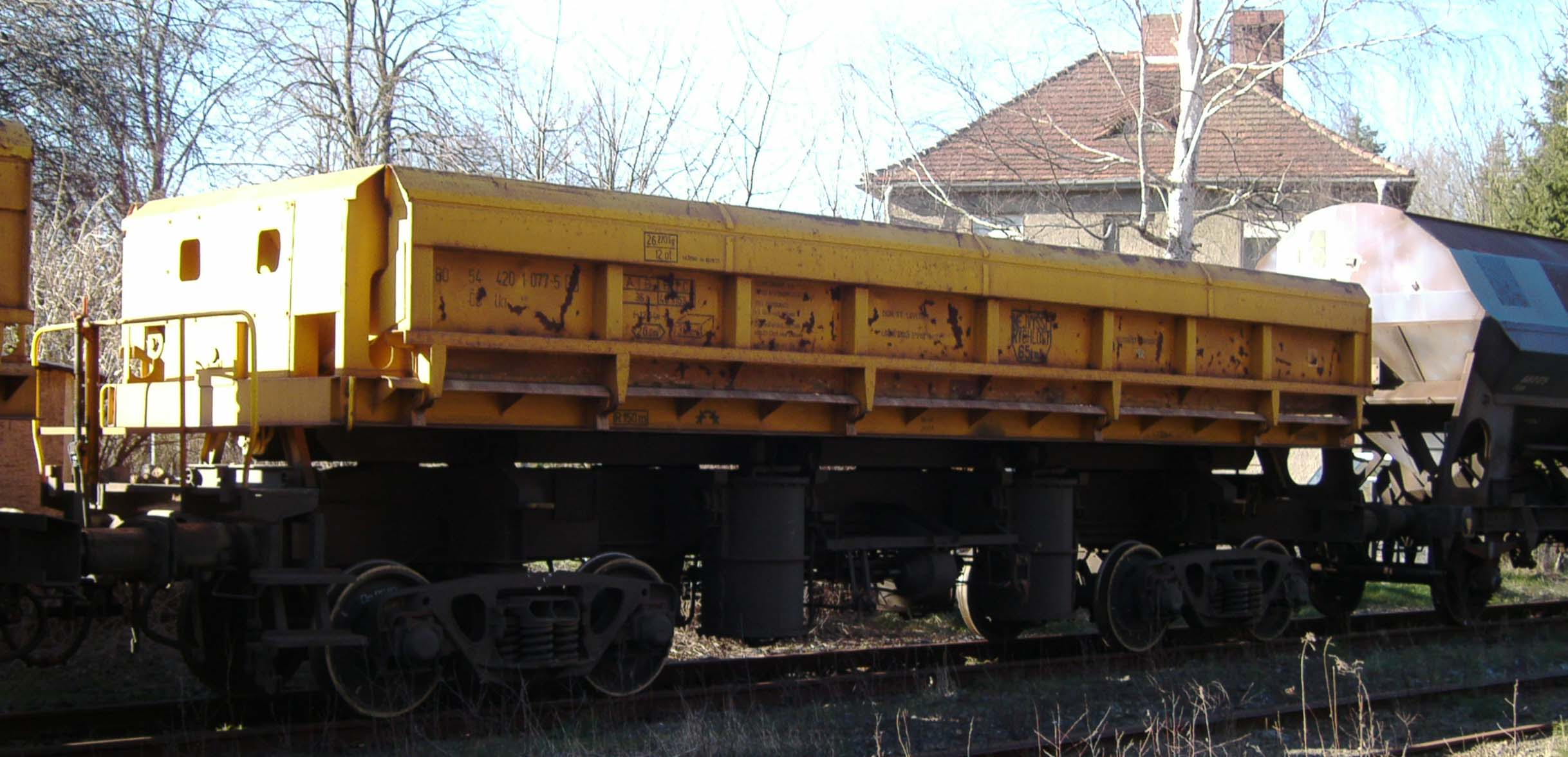
Seitenkippwagen Gattung Ua der ČD mit 31 m³ Laderaum

## Seitenkippbare Wagen
Selten sind auch seitenkippbare Wagen als Sonderwagen eingeordnet, falls sie die Kriterien für einen Offenen Güterwagen der Sonderbauart nicht erfüllen.